# Gianbernardino Scotti
Gianbernardino Scotti (Magliano Sabina, 1493 – Roma, 11 dicembre 1568) è stato un cardinale e arcivescovo cattolico italiano.

## Biografia
Nel 1525 fu tra i primi ad entrare nell'appena fondato ordine dei Chierici regolari Teatini.
Papa Paolo IV lo elevò al rango di cardinale presbitero del titolo di San Matteo in Merulana nel concistoro del 20 dicembre 1555. Lo stesso giorno lo elesse anche arcivescovo di Trani e, il 9 agosto 1559, lo trasferì alla sede vescovile di Piacenza.
Impossibilitato a partecipare al conclave del 1565-1566, che elesse papa Pio V, dal nuovo papa fu nominato membro della Sacra Inquisizione e fu incaricato in particolare degli affari dei greci e delle chiese orientali.
Morì l'11 dicembre 1568 e fu sepolto nella basilica di San Paolo fuori le mura.

## Genealogia episcopale e successione apostolica
La genealogia episcopale è
- Cardinale Jean Suau
- Cardinale Gianbernardino Scotti, C.R.

La successione apostolica è:
- Arcivescovo Filippo Mocenigo (1560)